# La maschera del demonio (film 1960)
La maschera del demonio è un film del 1960 diretto da Mario Bava.
La pellicola è considerata un'opera fondamentale nell'ambito del cinema horror italiano.

## Trama
Nel XVII secolo, in Moldavia, la principessa Asa è condannata a morte per stregoneria.
Duecento anni dopo, il dottor Choma Kruvajan e il suo assistente Andrej Gorobec penetrano nella cripta dove è stata sepolta la donna. A causa di un incidente, viene riportata in vita. La megera inizia, così, ad attuare la sua vendetta. A scontarne le conseguenze sarà la principessa Katia. Asa, infatti, cerca di impossessarsi del suo corpo, notando le incredibili somiglianze fisiche della nobile.

## Produzione

### Soggetto e sceneggiatura
L'idea del film nacque dal produttore Santi, dopo il notevole successo mediatico de Le fatiche di Ercole, diretto da Pietro Francisci.
Per realizzare il copione, De Concini e Bava si ispirarono alla novella Vij di Nikolaj Vasil'evič Gogol', testo a cui il cineasta era particolarmente legato.

### Regia
È l'esordio di Mario Bava dietro la macchina da presa. Con un budget ridotto, il cineasta è riuscito a ricreare atmosfere gotiche e tenebrose negli studi Titanus di Roma, curando in prima persona anche gli effetti speciali e la fotografia. Da sottolineare, inoltre, la già elaborata tecnica registica dell'autore. Nella pellicola sono presenti numerosi piani sequenza, dettati da movimenti scorrevoli e precisi della macchina da presa.

### Cast
Grazie a questo film, Barbara Steele venne, in seguito, scritturata in tantissime pellicole horror. Per questo motivo, è considerata la "regina del gotico italiano".
Mario Bava e Barbara Steele non andarono, in principio, d'accordo. Successivamente, i due si riappacificarono. L'attrice, in varie interviste, lo ha ricordato come un ottimo regista, oltre che «un vero gentiluomo».

### Riprese
Le riprese iniziarono il 28 marzo 1960 e terminarono il 10 maggio 1960.
Girato tra Roma e la provincia, la dimora della principessa Katia è, in realtà, il Castello Massimo di Arsoli.

## Colonna sonora
L'edizione musicale italiana è stata curata da Roberto Nicolosi. A dirigere l'orchestra fu, invece, il maestro Pierluigi Urbini.
Esiste una versione americana, completamente differente, composta da Les Baxter.

## Distribuzione
L'opera fu esportata all'estero e ottenne un ottimo successo di pubblico. In particolare, riscosse buoni incassi negli USA tanto che, ancora oggi, il film è considerato un cult. Quando uscì in America, venne inserito come double feature insieme a La piccola bottega degli orrori di Roger Corman.
In Italia, La maschera del demonio passò inosservato. Venne vietato ai minori di 16 anni a causa di alcune scene particolarmente violente per l'epoca. Nel Regno Unito, fino al 1968, fu addirittura bandito.
La Cineteca Nazionale ha curato il restauro del film.

## Accoglienza

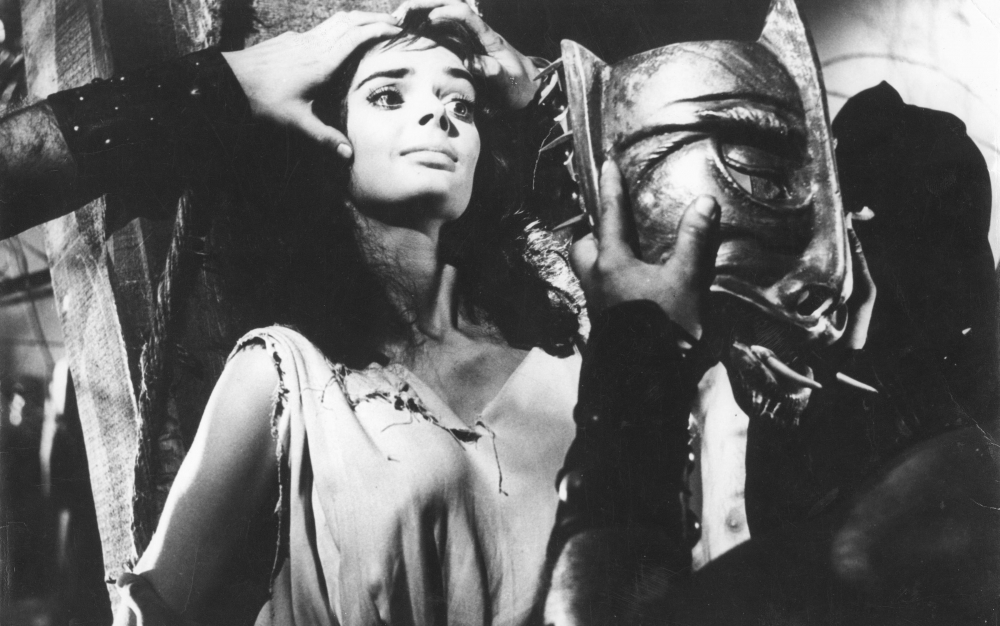
Asa punita con il supplizio della Maschera del Demonio, nell'incipit del film.

(Morando Morandini, Il Morandini, Bologna, Zanichelli, 2014)
(Paolo Mereghetti, Il Mereghetti, Milano, Baldini+Castoldi, 2014)

## Influenza culturale
Il lungometraggio è stato apertamente apprezzato da registi come Quentin Tarantino, Francis Ford Coppola e Tim Burton, che ne ha tratto ispirazione per Il mistero di Sleepy Hollow.
Altri cineasti hanno omaggiato alcune scene del film: secondo il sito Internet Movie Database vi sarebbero, tra questi, Michael Reeves ne Il grande inquisitore e Rob Zombie ne Le streghe di Salem.
Il figlio di Mario, Lamberto Bava, ne ha realizzato un remake televisivo.